# Nedec
Nedec (lengyelül Niedzica, kiejtése: [ɲɛˈʥiʦa]; szlovákul Nedeca [ˈɲeɟeʦa]) falu Lengyelországban, az egykori újszandeci (Nowy Sącz-i), a mai Kis-lengyelországi vajdaságban.

## Fekvése
Szepesófalutól 6 km-re északra, a Czorsztyni-víztározó mellett levő, festői fekvésű település.

## Története
1320-ban említik először. A Dunajec völgyében megbújó település nevezetessége a folyó partján magasodó, sziklán álló vára, amely mintegy farkasszemet néz az átellenben, a galíciai oldalon magasodó Czorsztynnal. A monda szerint a két vár két egymással állandó viszályban élő testvéré volt. Nedec (más néven Dunajec) várát Drugeth Vilmos építtette saját birtokán kevéssel 1330 előtt, mely előbb Drugeth, majd Szapolyai birtok volt. 1412-ben itt adták át II. Ulászló lengyel király követei a 16 szepesi városért fizetett zálogkölcsönt. 1470-ben Szapolyai Imre erőszakkal foglalta vissza a lengyelektől. Szapolyai várkapitánya, Kauffang Zsigmond a várat rablásokra használta fel, ezért 1553-ban Bebek Ferenc elfogta és a várurat Bécsben lenyakaztatta. 1772-ben itt váltották vissza a Zsigmond által elzálogosított szepességi városokat. A 18. században a Horváth család építtette újjá.
A 18. század végén Vályi András így ír róla: „NEDECZA. vagy Nezdicza. Neczdorf. Tót falu Szepes Várm. földes Ura B. Palocsay Uraság, lakosai katolikusok, és ó hitűek, Ispotállya is vagyon, földgye ha trágyáztatik meg lehetős termékenységű, legelője nem elég.”
Fényes Elek 1851-ben kiadott geográfiai szótárában így ír a faluról: „Nedecz, tót falu, Szepes vmegyében, Ófaluhoz nyugotra egy órányira: 940 kath., 2 zsidó lak., paroch. templommal, vizimalommal. A helységtől 1/2 órányira, épen a Dunajecz vize mellett láthatni a régi összeomlott Dunajecz várát. A vár alatt 157 lélek lakik. F. u. h. Palocsay Horváth. Ut. p. Késmárk.”
1920-ig Szepes vármegye Szepesófalui járásához tartozott, majd Lengyelország része lett.
1945-ig a Salamon család utódai lakták. Ma művészeti alkotóház és múzeum van benne. 2014. január 1-jei hatállyal a vár és környéke Niedzica-Zamek (Nedecvár) néven kivált Nedecből.

## Neves személyek
- Itt született 1654-ben Pongrácz Imre esztergomi kanonok, útleíró, római katolikus prépost és püspök.

## Látnivalók
- Nedec vára a Dunajec fölé magasodó sziklán áll.
- A falu plébániatemploma a 14. században Vöröskolostor fennhatósága alá tartozott. A 16. század elején a Laskiaké, 1589-ben újra magyar nemesi birtok.
- Szent Bertalan temploma a 15. században épült, 1545 és 1640 között a protestánsoké volt. 14.-15. századi freskóit az 1991-es felújításkor fedezték fel.